# Gypona glebra
Gypona glebra är en insektsart som beskrevs av Delong 1979. Gypona glebra ingår i släktet Gypona och familjen dvärgstritar. Inga underarter finns listade i Catalogue of Life.